# Maria Jakowetz
Maria Jakowetz (ur. 16 czerwca 1976) – nowozelandzka judoczka.
Brązowa medalistka mistrzostw Oceanii w 1994. Mistrzyni Nowej Zelandii w 1998 roku.